# Vladimir Shukhov
Vladimir Shukhov (em russo:  Владимир Шухов; Grayvoron, 28 de Agosto de 1853 — Moscou, 2 de Fevereiro de 1939) foi um engenheiro e arquiteto russo, célebre por seus trabalhos de exploração em novos métodos da análise da engenharia civil, que levaram a rupturas das linhas inimigas no desenho industrial de reservatórios de óleo, oleodutos, caldeiras para aquecer líquidos, barcos e chatas.
Shukhov é em particular reputado por seus projetos originais de torres de hiperbolóide, como a Torre de Shukhov em Moscovo. As estruturas de hiperbolóide na arquitetura foram primeiro aplicadas por Vladimir Shukhov.

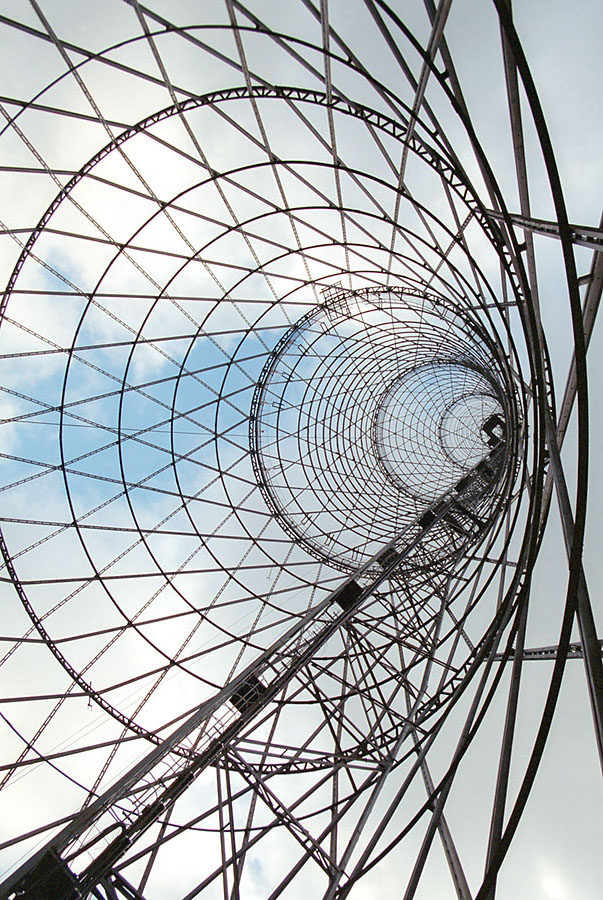
Torre de Shukhov, Moscovo

Foi um dos primeiros a desenvolver cálculos práticos de tensão e deformações de vigas, cascas e membranas em fundações elásticas. Projetou oito coberturas com telhado por armação (estruturas de concha fina) no pavilhão de exposição da Feira de Níjni Novgorod de 1896.
Recebeu o prêmio Lenin, em 1929.